# Tiefenbach-Wasserfall

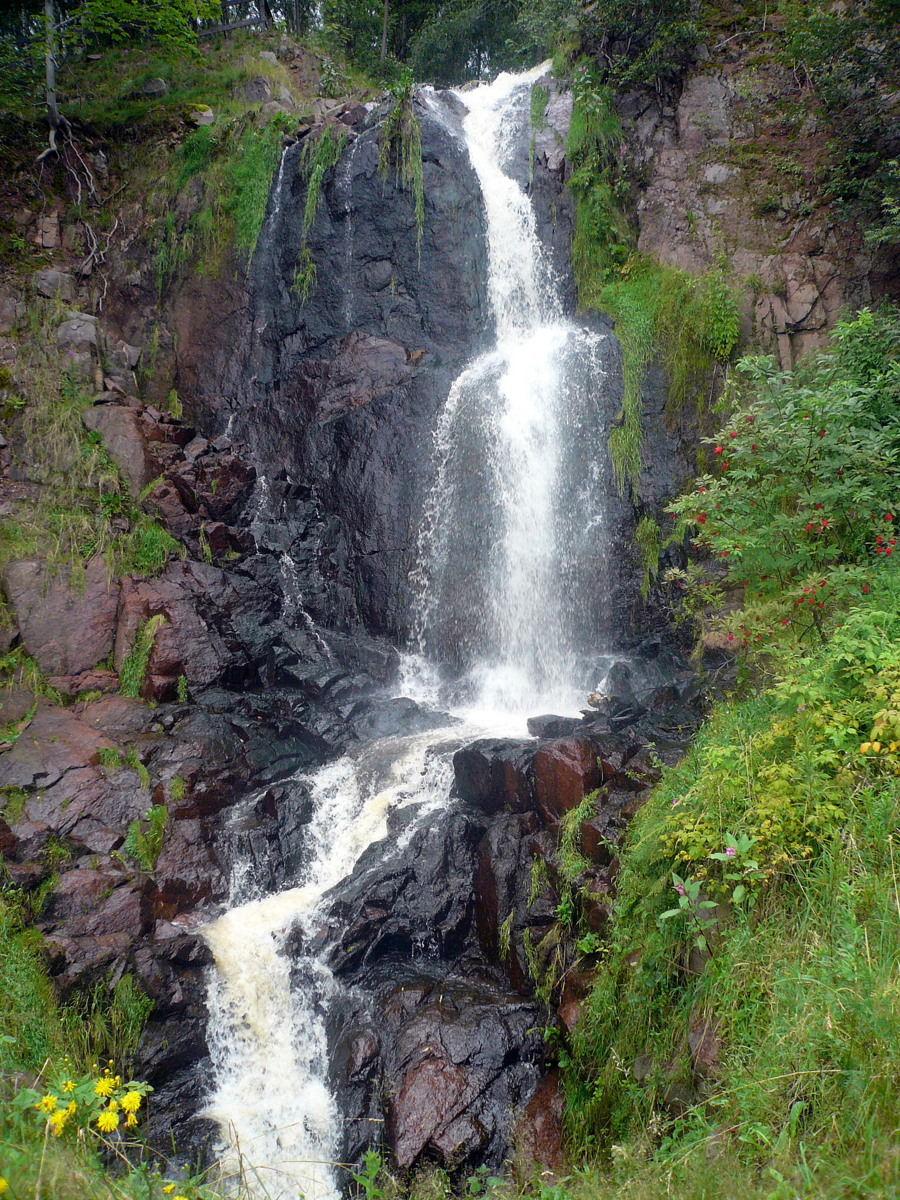
Obere Fallstufe

Der Tiefenbach-Wasserfall ist ein künstlich angelegter Wasserfall in der Nähe der sächsischen Stadt Altenberg im Erzgebirge.

## Geologische Eigenschaften
Der Wasserfall liegt oberhalb von Geising an der Straße nach Altenberg auf etwa 660 Meter über Normalnull und wurde im Jahre 1954 angelegt. Er fällt in zwei Stufen mit einer Gesamtfallhöhe von etwa 40 Metern hinunter, die durch ein kurzes, flacheres Stück getrennt sind. Damit zählt er zu den höchsten Wasserfällen in Sachsen. Der obere Teil fällt etwa 15 bis 20 Meter frei hinunter und ist von einer Aussichtsplattform einsehbar, die auf einem Wanderweg von der Straße aus zugänglich ist. Der untere Fall, ebenfalls etwa 15 bis 20 Meter hoch, stürzt in eine Röhre unter der Plattform hindurch und ist nur im obersten Bereich einsehbar. Der Wasserfall ist in den Grenzüberschreitenden Bergbaulehrpfad eingebunden und hat dort die Nummer 26. Die durchschnittliche Wasserführung des Tiefenbachs schwankt in Abhängigkeit von der Witterung zwischen 0,1 und 1,0 Kubikmeter pro Sekunde. Bei einem mittleren Hochwasser führt der Tiefenbach etwa fünf Kubikmeter Wasser pro Sekunde. Der Tiefenbach mündet bei Geising in das Rote Wasser und dieser wiederum in der Nähe des Bahnhofs von Lauenstein in die Müglitz.

## Geschichte

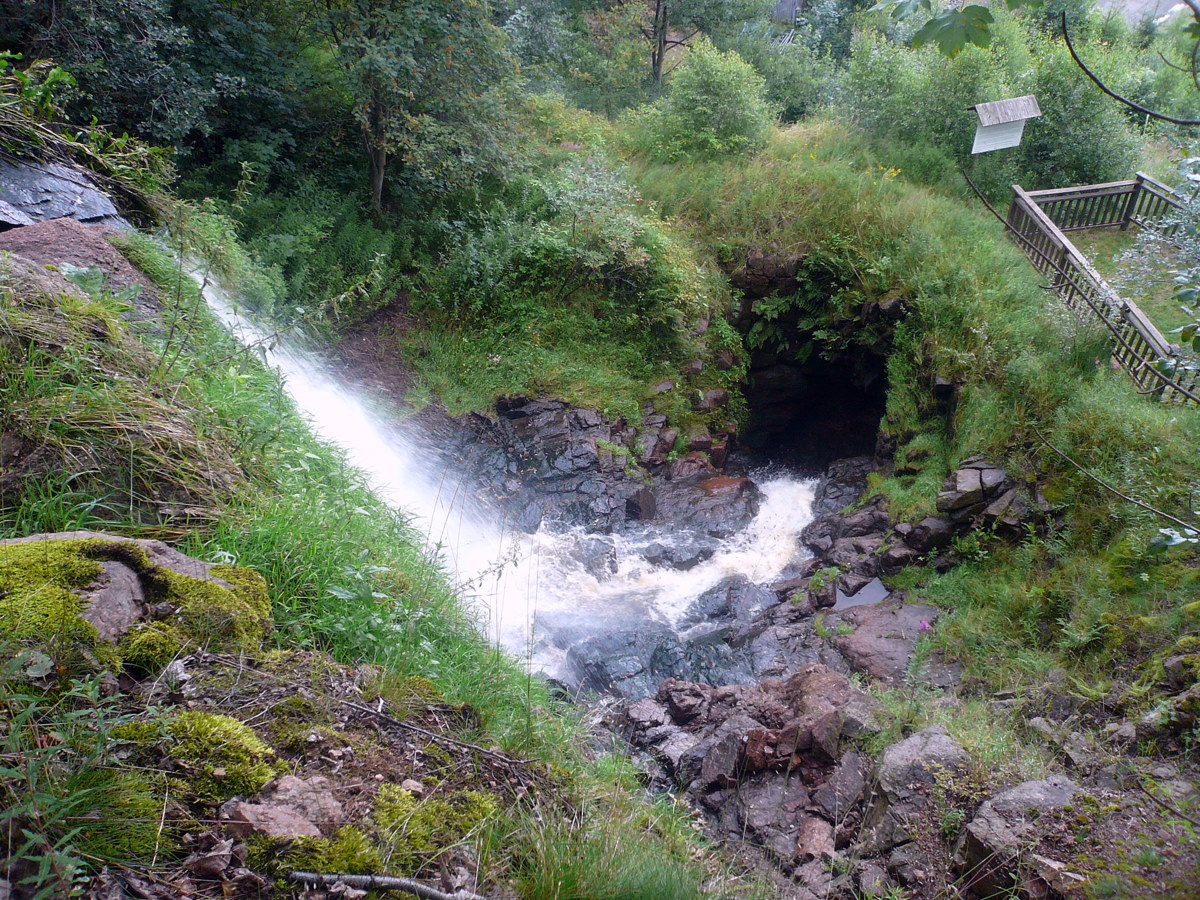
Absturzröhre und Aussichtsplattform

Der Wasserfall entstand im Zusammenhang mit der benachbarten ehemaligen Tiefenbachhalde im Tal des Tiefenbachs zwischen Altenberg und Geising, die in den Jahren 1950 bis 1954 angelegt und 1955 in Betrieb genommen wurde. Sie diente als Spülhalde zur Ablagerung der nicht verwertbaren Reststoffe aus der Zinngewinnung nach der Erzwäsche. Das hinter dem 60 Meter hohen Bergedamm eingespülte Gesteinsmehl aus dem benachbarten Steinbruch setzte sich dort ab.

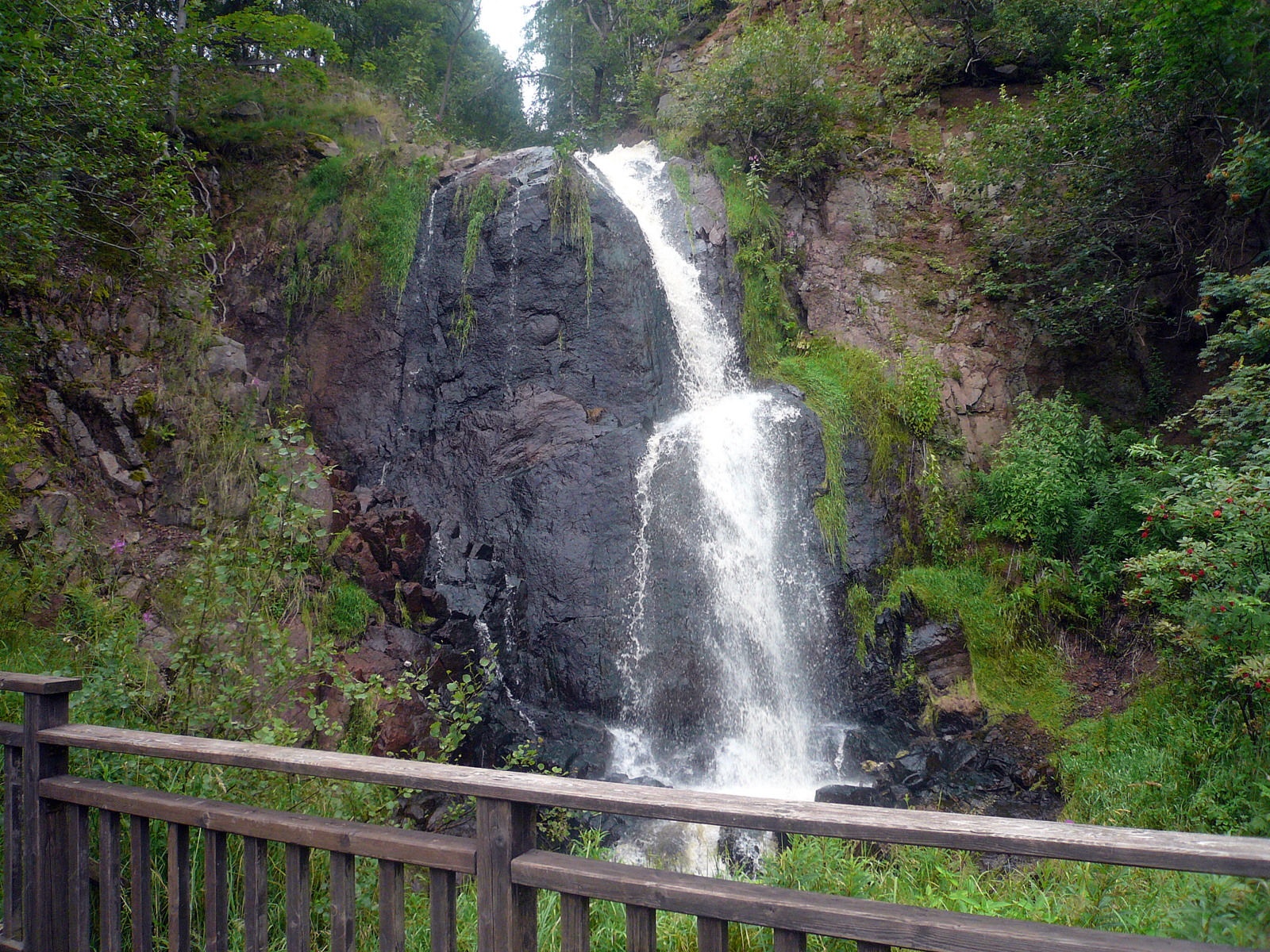
Obere Fallstufe

Zu den Stabilisierungsmaßnahmen der Halde gehörte auch, dass der Tiefenbach und das Schwarzwasser in den vorhandenen Hanggraben eingeleitet wurden. Vom Rande des Bergdammes oberhalb des ehemaligen Steinbruchs stürzt das Wasser seitdem hinunter.
Der Tiefenbach sollte so schnell wie möglich wieder in das alte Bachbett eingeleitet werden. Um das zu ermöglichen, wurde im Jahre 1954 eine Röhre, in die später der untere Wasserfall einmündete, in den Fels gesprengt. Um den Hangbereich zu entwässern, wurde der Hanggraben von 1958 bis 1967 um die Halde herum angelegt. Die Halde wurde im Jahre 1967 stillgelegt, nachdem eine Betonröhre, die unter die Halde hindurchführte und die Wasser des Tiefenbachs und des Schwarzwassers aufnahm, im Oktober 1966 gebrochen war. Etwa 200.000 Kubikmeter roter Schlamm ergossen sich über Geising. Nach der Stilllegung der Halde wurde das Wasser des Tiefenbachs nicht zurückverlegt, so dass der Wasserfall erhalten blieb.

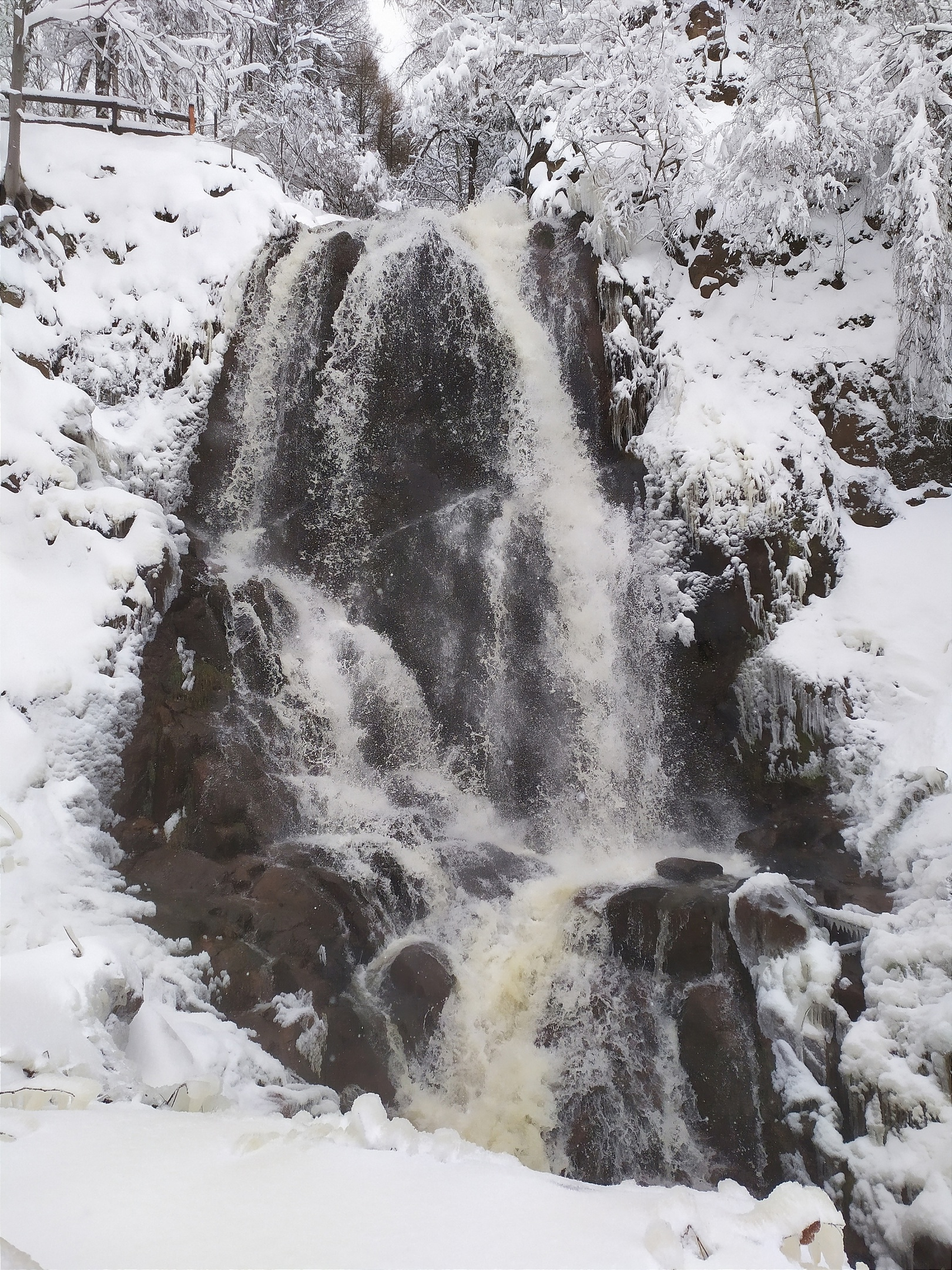
Tiefenbach-Wasserfall im Winter, 2023